# Kari Häkämies
Kari Pekka Häkämies (ur. 17 września 1956 w m. Karhula) – fiński polityk, prawnik, pisarz i samorządowiec, poseł do Eduskunty, w latach 1996–1998 minister sprawiedliwości, od 1999 do 2000 minister spraw wewnętrznych.

## Życiorys
Syn polityka Erkkiego Häkämiesa i brat polityka Jyriego Häkämiesa. W 1980 ukończył studia prawnicze na Uniwersytecie Helsińskim. Zaangażował się w działalność polityczną w ramach Partii Koalicji Narodowej. Od 1982 pracował w administracji miasta Kotka, rok wcześniej został radnym tej miejscowości. W latach 1987–1998 wykonywał mandat posła do fińskiego parlamentu. Był członkiem rządów Paava Lipponena. W pierwszym z nich od lutego 1996 do marca 1998 sprawował urząd ministra sprawiedliwości. W drugim od kwietnia 1999 do września 2000 stał na czele resortu spraw wewnętrznych.
W latach 1998–2001 pełnił funkcję burmistrza Kuopio. Później do 2003 kierował sztabem ministerstwa spraw wewnętrznych. Ustąpił z tego stanowiska w związku z zarzutami pobicia (za co został następnie w 2003 ukarany grzywną). Praktykował później jako prawnik, ponownie pracował też w administracji miasta Kotka. Był burmistrzem gmin Hämeenkyrö (2009–2011) i Pyhtää (2011–2012) oraz dyrektorem generalnym państwowej agencji regionalnej Lounais-Suomen aluehallintovirasto (2012–2015). W 2015 został dyrektorem Varsinais-Suomen liitto, instytucji zajmującej się rozwojem regionu Finlandia Południowo-Zachodnia.
Zajął się także działalnością pisarską jako autor powieści kryminalnych. Debiutował w 2010 książką Rehelliseksi tunnettu. Napisał także m.in. Presidentin murhe (2011), Poliittinen ruumis (2012), Erään yhtiön murha (2014) i Kaksoiselämää (2017).